# Титов, Николай Елисеевич
Никола́й Елисе́евич Тито́в (1846, Ревель — 1918?) — главный инспектор кораблестроения, инженер-вице-адмирал.

## Биография
Николай Елисеевич Титов родился 5 мая 1846 года в Ревеле (ныне Таллин). Сын коллежского асессора.
В 1866 году окончил Инженерное и артиллерийское училище морского ведомства и произведён в кондукто́ры Корпуса корабельных инженеров.
С 1866 по 1883 годы работал в Петербургском порту, принимал участие в постройке броненосных фрегатов «Адмирал Лазарев», «Минин», «Владимир Мономах».
В 1883—1886 годах участвовал в постройке крейсера «Адмирал Нахимов», миноносца «Котлин», минного крейсера «Лейтенант Ильин» и броненосного фрегата «Память Азова».
В 1887 году был назначен наблюдающим за постройкой императорской яхты «Полярная звезда».
В 1892—1893 годах состоял в штате Балтийского завода.
В августе 1893 года начал достройку крейсера «Рюрик», одновременно с 1894 года был наблюдающим за постройкой крейсера «Россия».
В 1896 году был переведён в Морской технический комитет на должность исполняющего обязанности помощника инспектора кораблестроения.
В 1901 году назначен помощником, а в 1904 году — старшим помощником главного инспектора кораблестроения.
С мая 1907 по 21 января 1908 года — исполнял должность главного инспектора кораблестроения. Был женат имел дочь.
Умер в 1918 году (по непроверенным данным).